# Сьерж
Сьерж (фр. Cierges) — коммуна во Франции, находится в регионе Пикардия. Департамент коммуны — Эна. Входит в состав кантона Фер-ан-Тарденуа. Округ коммуны — Шато-Тьерри.
Код INSEE коммуны — 02193.

## Население
Население коммуны на 2010 год составляло 74 человека.
| 1962 | 1968 | 1975 | 1982 | 1990 | 1999 | 2010 |
| ---- | ---- | ---- | ---- | ---- | ---- | ---- |
| 122  | 111  | 121  | 78   | 81   | 62   | 74   |

## Экономика
В 2010 году среди 45 человек трудоспособного возраста (15—64 лет) 38 были экономически активными, 7 — неактивными (показатель активности — 84,4 %, в 1999 году было 85,7 %). Из 38 активных жителей работали 35 человек (20 мужчин и 15 женщин), безработных было 3 (0 мужчин и 3 женщины). Среди 7 неактивных 0 человек были учениками или студентами, 4 — пенсионерами, 3 были неактивными по другим причинам.